# Alfredo Bryce Echenique
Alfredo Bryce Echenique (Lima, 1939) és un escriptor peruà, referent de la generació post-boom de la narrativa llationamericana.
Després de llicenciar-se en Lletres i Dret a la Universitat Nacional Mayor de San Marcos de Lima, continua els estudis de literatura a França, Itàlia, Grècia i Alemanya, i durant una estada de vuit mesos a Perú obté el doctorat en Lletres, especialitat en Literatura, a la citada universitat. El 1980 el contracten a la Universitat Paul Valéry de Montpeller, i l'any següent el nomenen catedràtic de literatura i civilització llatinoamericanes. Després de viure deu anys a Madrid, el 1999 fixa la seva residència a Perú i aquell mateix any és nomenat doctor Honoris Causa per la Universitat Nacional Mayor de San Marcos de Lima.
Ha exercit la docència en universitats de França, els Estats Units i Llatinoamèrica, ha dictat conferències i ha participat en tallers literaris en universitats espanyoles com la Complutense, la Universitat Internacional Menéndez Pelayo i la Universitat Rei Joan Carles, durant els cursos d'estiu.
Va guanyar el Premi Casa de las Américas pel seu llibre de contes Huerto cerrado (1968), el Premi Nacional de Perú per Un mundo para Julius (1970), el Premi Nacional de narrativa de les Lletres Espanyoles per Reo de nocturnidad (1997) i el Premi Planeta per El huerto de mi amada (2002), entre d'altres.

## Acusacions de plagi
Durant la dècada del 2000 va protagonitzar un escàndol relacionat amb el plagi d'articles periodístics, i el 9 de gener de 2009, un tribunal administratiu peruà el va condemnar a pagar una multa de 177.500 sols pel plagi de 16 textos pertanyents a 15 autors, diversos dels quals van aparèixer originalment en mitjans espanyols, entre ells, un de Sergi Pàmies publicat a La Vanguardia i un altre a El Periódico de Extremadura. Davant la irrefutabilitat dels càrrecs, Bryce Echenique va intentar infructuosament provar que els articles havien estat publicats sense la seva autorització i va negar ser-ne l'autor. Posteriorment va declarar a la premsa especialitzada, després d'haver estat declarat guanyador del Premi FIL, que li van retornar l'import de la sanció pecuniària i que els seus assumptes anaven pel bon camí.

## Obra
Ha escrit nombroses cròniques periodístiques i de viatge, i també ha col·laborat en diaris i revistes del Perú, Espanya, Xile, Mèxic, Argentina i els Estats Units.
A més de participar en la sèrie Grandes Firmas, de l'agència espanyola EFE, ha estat col·laborador habitual del magazine Somos i de la revista Nexos, de Mèxic, i del suplement cultural del diari La Nación, de Buenos Aires. També, de forma esporàdica, col·labora a la revista de llibres del diari El Mercurio de Xile.
Les seves novel·les més celebrades són: Un mundo para Julius (considerat per alguns la seva millor novel·la per l'equilibri entre la ironia crítica i el gust nostàlgic evocant el món de l'alta burgesia de Lima), Tantas veces Pedro, La vida exagerada de Martín Romaña, El hombre que hablaba de Octavia de Cádiz, La última mudanza de Felipe Carrillo, No me esperen en abril, Reo de nocturnidad, La amigdalitis de Tarzán i El huerto de mi amada (Premi Planeta 2002). També és autor dels llibres de relats Dos señoras conversan, Guía triste de París i La felicidad ja, ja. Les col·laboracions periodístiques més recents estan recollides en els dos volums A trancas y barrancas i Crónicas perdidas. És autor del llibre autobiogràfic Permiso para vivir.
La seva bibliografia és la següent:
- Huerto cerrado (1968)
- Un mundo para Julius (1970)
- La felicidad ja ja (1974)
- Tantas veces Pedro (1977)
- A vuelo de buen cubero y otras crónicas (1977)
- La vida exagerada de Martín Romaña (1981)
- El hombre que hablaba de Octavia de Cádiz (1985)
- Magdalena peruana y otros cuentos (1986)
- Goig (1987)
- La última mudanza de Felipe Carrillo (1988)
- Crónicas personales (1988)
- Dos señoras conversan (1990)
- Permiso para vivir (Antimemorias) (1993)
- Cuentos completos (1995)
- No me esperen en abril (1995)
- Para que duela menos (1995)
- A trancas y barrancas (1996)
- Reo de nocturnidad (1997)
- La amigdalitis de Tarzán (1999)
- Guía triste de París (1999)
- Crónicas perdidas (2002)
- El huerto de mi amada (2002)
- Permiso para sentir. Antimemorias 2 (2005)
- Entre la soledad y el amor (2005)
- Las obras infames de Pancho Marambio (2007)
- La esposa del rey de las curvas (2009)
- Dándole pena a la tristeza (2012)
- Permiso para retirarme ("Antimemorias" III) (2021)[7]